# 통합막료감부
통합막료감부(일본어: 統合幕僚監部 도고 바쿠료 칸부[*], 영어: Joint Staff Office)는 일본의 행정기관으로 육해공자위대를 전체 총괄하는 일본 방위성 소속 특별기관이다. 다른 나라의 합동참모본부에 해당한다.
일본어로 막료와 참모는 의미의 구분이 없으며 사실상 동의어로 쓰인다. 전전 일본에서는 사령관의 작전을 보좌하는 군사(軍師) 역할을 참모라고 했는데 전후에 와서는 참모라는 표현이 군사적인 뉘앙스를 가진다고 하여 막료로 고쳐 쓰게 되었다. 현대에는 해상자위대에서 통신할 때 막료장을 참모장(サンボウチョウ)을 줄인 사치(サチ), 수석막료를 선임참모(センニンサンボウ)를 줄인 세사(セサ)라 부르는 경우에만 남아 있는데 이는 옛 일본 제국 해군 시절의 전통을 답습한 것이다.

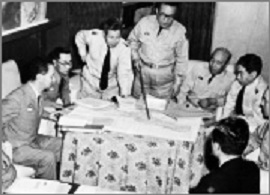
최초의 통합막료회의(1954년).

방위대신을 보좌하는 기관은 정책을 보좌하는 문관과 군사를 보좌하는 자위관(무관)이 있다. 문관은 대신관방과 국 등 내부부국에서 근무하며 자위관은 막료감부에서 근무한다.
과거의 통합막료회의는 육해공 통합부대가 편성되었을 때에만 해당 부대에 한하여 지휘·명령할 수 있었지만 통합막료감부는 유사시는 물론 평시에도 수와 규모를 불문하고 각 자위대의 운용에 관해 방위대신의 지휘·명령을 전달할 수 있게 되면서 자위관 최고위 책임자로의 입장을 명확히 하고 있다. 육상·해상·항공막료장은 평시에 인사·교육 훈련·방위력 정비·후방 보급 등을 담당하며 유사시가 되면 통합막료장의 예하에서 각 자위대를 제공하는 역할을 담당한다.
2007년 1월 대한민국 합동참모본부와 긴급연락체계를 구축했다.

## 연혁
일본 제국 당시 육군과 해군의 대립이 너무 심하여 폐해를 줄이기 위해 통일된 군령 기관을 두어야 한다는 주장은 자주 나왔지만 결국 실패했다. 패전 후 신설된 보안청도 지휘권을 통일하기 위한 기구 창설을 구상했지만 훨씬 규모가 큰 육상자위대에 의해 장악될 것을 우려한 해상자위대의 맹렬한 반대로 무산되었다. 하지만 제2차 세계 대전 당시 설치된 미국 합동참모본부의 영향력을 받았고 또 한편으로 새롭게 항공자위대가 창설되면서 지휘권 통합의 필요성이 확대되어 통일 군령 기관을 설치해야 한다는 논의는 계속 이어졌다.
그 결과 1954년 7월 1일 엣추지마에 통합막료회의와 사무국이 신설되었다. 1956년 3월 23일 가스미가세키로 옮겼다가 1960년 1월 12일 다시 히노키정으로 이전했다. 1961년 8월 1일 통합막료학교를 통막 부속기구로 신설했다.
1995년 방위 계획 대강을 재검토하며 통합막료회의의 기능 강화를 위해 방위청에 프로젝트팀이 만들어졌다. 하지만 방위청 내부에서 문민통제를 강조하며 각 자위대에 권한을 분산하는 것이 통제하기에 더 수월하다는 반대 의견이 나와 통합막료회의 개편은 무산되었다.
1997년 1월 20일 통합막료회의 사무국 제2막료실과 육상막료감부 조사부 제2과 별실을 통합하여 정보본부를 설치하고 통막 소속으로 하였다. 1998년 출동할 때가 아니더라도 필요하다면 통합막료회의가 방위청 장관을 보좌할 수 있도록 「방위청 설치법」이 개정되어 1999년 3월부터 시행됐다. 2000년 5월 8일에는 이치가야로 청사를 옮겼다.
2006년 3월 27일 통합막료회의와 사무국을 폐지하고 통합막료감부를 신설했다. 이때 정보본부는 정보 지원 기능을 광범위하고 종합적으로 시행할 수 있도록 지위를 명확히 하고자 통막에서 분리하여 방위청 장관 직할 조직으로 개편됐다.
2008년 3월 26일 처음으로 육해공자위대 공동부대인 자위대 지휘통신시스템대가 편성됐고 통합막료장의 지휘·감독을 받도록 했다. 2009년 8월 1일 육해공자위대 정보보전대를 통합하여 자위대 정보보전대로 편성하여 마찬가지로 통합막료장의 지휘·명령을 받도록 했다.
2012년 4월 1일 주임원사 격인 최선임하사관을 신설했다. 2015년 10월 1일 방위성 운용기획국이 폐지되고 이와 함께 통막에 총괄관과 참사관을 신설했다. 2022년 3월 17일 자위대 지휘통신시스템대를 자위대 사이버방위대로 개편했다.

## 통합운용
특정한 목적을 위해 육해공 각 부대를 조합하여 동원하는 것을 통합운용이라 한다. 방위 출동, 치안 출동, 경호 출동, 재해 파견, 지진 방재 파견, 훈련, 해외 파견 등 개별 운용으로 대처하기에 한계가 있을 때 이루어진다. 과거에는 방위청 장관이 통합막료회의 의장을 통해 특별 편성된 통합부대에 명령하고 통합부대를 지휘했지만 실제 사례는 없었다.
그러다가 2006년 3월 27일 육해공자위대 운용을 일원화하여 일괄 지휘하는 통합막료감부가 창설됐다. 본래 방위청 장관은 통합운용의 필요성이 있을 때가 아니고선 육해공막료장을 통해 명령했지만 통합막료감부가 설치되면서 개별 운용의 경우에도 통합막료장을 통해 명령할 수 있게 되었다.

## 조직
육·해·공장으로 보하는 통합막료장을 두며 막료장을 보좌하기 위해 육·해·공장으로 보하는 통합막료부장을 둔다.
내부조직으로는 예산·인사·교육을 담당하는 총무부(J-1)·자위대의 운용과 통합 훈련을 담당하는 운영부(J-3)·방위력 정비 지침을 담당하는 방위계획부(J-5)·통합시스템 정비를 담당하는 지휘통신시스템부(J-6)가 있다. 또한 국회 답변 등 부대 운용에 관한 대외적 설명 및 관계 성청과의 연락 조정을 담당하는 수석참사관을 두는데 참사관과 함께 문관으로 보한다. 그 외에도 보도관은 홍보 사무를 담당하고 수석법무관은 소송·예규 및 중요 문서의 심사·소관사무 수행에 필요한 법령의 조사 및 연구 업무를 수행하며 수석후방보급관은 방위 및 경비에 관한 계획이나 기타 조달·보급·보건위생·정비·수송·시설 등에 관한 업무를 수행한다.
통합막료감부 부속기관으로 통합막료학교를 두고 있으며 통합막료장이 지휘·감독하는 부대로 자위대 정보보전대와 자위대 사이버방위대가 있다. 방위대신 직할기관인 정보본부는 통합막료감부와 동격의 지위를 가지지만 정보본부 통합정보부는 통합막료감부의 조직인 것처럼 운용된다. 이는 미국 국방정보국이 미국 합동참모본부 정보부를 구성하는 것을 본딴 것이다.

## 논의

### 방위성 운용기획국과의 통합
미나미 노부야가 주도한 방위성 개혁회의는 2008년 7월 15일 방위성 재편에 관한 최종 보고서를 정리하여 내각총리대신 후쿠다 야스오에게 제출했다. 이 중에서 방위성 운용기획국을 폐지하여 부대 운용 권한을 통합막료감부로 일원화하며 통합막료부장을 문관으로 임용하는 등 일반 공무원과 자위관의 혼합을 추진하는 내용이 있었다.
12월 22일 방위성 개혁본부회의는 다른 성청과의 조정을 통해 운용 부문을 통합막료감부로 일원화할 것을 검토하겠다고 발표했다. 하지만 2009년 8월 제45회 총선에서 자유민주당이 패배하고 민주당에 의한 정권 교체가 이루어졌다. 그리고 11월 17일 방위성 개혁본부는 신정권에 의해 폐지되었다. 민주당은 새롭게 검토위원회를 만들어 2012년 8월 1일 방위성 운용부에 자위관인 2종 장보로 보하는 부부장을 둘 것을 발표했다. 이는 자민당 정권의 개혁안의 영향을 받은 것으로 여겨지지만 운용기획국 폐지는 공무원들의 강한 반대로 좌절됐다.
이후 3년 만에 다시 정권을 되찾은 자민당은 2015년 6월 10일 「방위성 설치법」을 개정하여 공무원들이 중심이 된 운용기획국을 폐지하고 부대 운용을 통합막료감부로 일원화하기로 다시 결정했다. 이 법률 개정안은 국회를 통과하여 10월 1일부터 시행되었다.

### 상설 통합사령부 신설
통합막료장은 내각총리대신과 방위대신을 보좌하는 최고 군사 기관 역할과 자위대 각 부대에 명령을 내리고 지휘를 하는 최고 사령관 역할을 함께 수행하고 있다. 하지만 참모와 계선의 역할을 동시에 수행하다보니 대규모 재해나 유사 상황이 발생했을 때 총리대신과 방위대신을 보좌하면서 동시에 각 부대의 지휘를 맡아야 해서 업무에 부담을 초래할 우려가 제기되고 있다. 이에 각 부대를 지휘하는 역할을 통합막료감부에서 떼어내 통합사령부를 설치하고 통합막료장은 대신을 보좌하는 일에 전념하도록 해야 한다는 구상이 등장했다.
2022년 12월 16일 상설 통합사령부를 설치하는 방침을 제시한 방위력 정비 계획이 각의결정됐다. 사령부는 육상총대사령부가 있는 아사카 주둔지가 유력했으며 그 외에도 항공총대사령부와 주일 미군 사령부가 위치한 요코타 비행장, 자위함대사령부와 미국 제7함대사령부가 위치한 요코스카 기지도 후보지로 꼽혔다. 이후 2023년 8월 31일 방위성은 통합사령부를 이치가야 지구에 설치하겠다는 방침을 발표했다.
신설될 통합사령부는 평시와 유사시에 육해공자위대를 운용하고 각 부대를 일원적으로 지휘하며 작전 계획을 입안하고 방위대신의 명령을 받아 각 부대 지휘관에게 임무를 부여하게 된다. 또한 통합막료장 요시다 요시히데는 미국 인도-태평양 사령부와의 제휴도 추진하겠다고 밝혔다.
통합사령부는 창설 초기에 240명으로 구성될 예정이다. 또 통합사령부를 총괄하는 통합지휘관은 육해공막료장과 동등한 장교로 보할 예정이다.

## 같이 보기
- 통합막료장
- 일본 국가안전보장회의
- 미쓰야 연구
- 미국 합동참모본부
- 대한민국 합동참모본부